# Mgławica Rozeta
Mgławica Rozeta (znana również jako NGC 2237) – obszar H II i mgławica emisyjna znajdująca się w konstelacji Jednorożca. Została odkryta przez Lewisa Swifta w 1865 roku (znajdującą się w jej wnętrzu jaśniejszą gromadę gwiazd NGC 2244 odkrył John Flamsteed już w 1690 roku). W katalogu NGC zostały również skatalogowane dwa jaśniejsze fragmenty mgławicy – NGC 2238 zaobserwowany przez Alberta Martha w 1864 roku i NGC 2246 dostrzeżony przez Swifta w 1886 roku.
Mgławica Rozeta znajduje się w odległości około 5200 lat świetlnych od Ziemi (ok. 4,5 tys. od Układu Słonecznego) i rozciąga na obszarze 100 lat świetlnych.
Nazwa Rozeta została nadana tej mgławicy ze względu na jej kształt podobny do kwiatu róży. Wewnątrz mgławicy znajduje się gromada otwarta NGC 2244 składająca się z jasnych i młodych gwiazd. Gwiazdy te powstały z materii mgławicy około 4 milionów lat temu. Wiatry gwiazdowe wywołane przez młode gwiazdy wydmuchały dziurę w centralnej części mgławicy izolowanej przez warstwy pyłu oraz gorącego gazu. Świecenie Mgławicy Rozeta jest skutkiem ultrafioletowego promieniowania wywołanego przez gorące gwiazdy gromady.